# Brilliance (mjukvara)
Brilliance är en mjukvara till Amiga, som gör det möjligt att skapa och bearbeta digitala bilder. Den utvecklades av Digital Creations (numera Zope Corporation) år 1993.
En uppdaterad version släpptes år 1994.